# Rhus michauxii
Rhus michauxii är en sumakväxtart som beskrevs av Charles Sprague Sargent. Rhus michauxii ingår i släktet sumaker, och familjen sumakväxter. Inga underarter finns listade i Catalogue of Life.